# Io (filme)
Io é um filme americano de ficção científica de 2019, dirigido por Jonathan Helpert. É estrelado por Margaret Qualley, Anthony Mackie e Danny Huston.
Foi lançado em 18 de janeiro de 2019, pela Netflix.

## Sinopse
O filme é ambientado em um presente pós-apocalíptico, onde a atmosfera da Terra se tornou tóxica. A maioria dos humanos fugiu do planeta para viver em uma estação espacial sobre a lua vulcânica de Júpiter, conhecida como Io.
Sam Walden é um dos poucos humanos que permanecem na Terra. Ela mora sozinha em grandes altitudes, onde o ar ainda é respirável, tentando criar abelhas capazes de sobreviver na atmosfera. Sua intenção é usar as abelhas para eventualmente limpar o ar através da polinização de plantas produtoras de oxigênio. Seu namorado de longa distância, que mora na estação de Io, pede que ela deixe a Terra na última nave espacial do planeta.
Uma tempestade cria uma nuvem tóxica que passa pelo abrigo de Sam, matando todas as suas abelhas. Micah, um homem viajando através de um balão de hélio, chega logo em seguida. Ele pretende chegar ao local de lançamento e deixar a Terra, mas primeiro quer falar com o Dr. Harry Walden, pai de Sam, que pediu à humanidade para ficar porque ele ainda via esperança.
Inicialmente, Sam afirma que o pai dela está conduzindo um trabalho de campo em outro lugar. No entanto, depois de um dia, ela revela que seu pai morreu no ano anterior. Ouvindo isso, Micah está determinado a levar Sam com ele para a nave espacial, ao qual ela concorda apaticamente. Depois de receber uma mensagem de seu namorado dizendo adeus, porque ele fazia parte de uma expedição que embarcaria em uma viagem de 10 anos a um exoplaneta em órbita da Alpha Centauri, Sam grava uma mensagem informando a todos que ainda estavam na Terra que a tentativa do Dr. Walden de limpar o planeta não teve sucesso e que todos deveriam ir para Io.
Enquanto se preparava e aguardava as condições corretas do vento, Sam e Micah se aproximaram e se envolveram romanticamente. Eles também descobrem que uma nova abelha rainha eclodiu na colmeia de Sam, e que é imune ao ar tóxico. Eles são informados que o lançamento da nave espacial é remarcado para outro local, mais distante do que o original. Como resultado, eles entram em uma cidade coberta pela atmosfera tóxica para obter o hélio necessário para a jornada. Depois de encontrar o hélio, Sam visita um museu de arte sozinha. Micah corre atrás dela, sabendo que seu tanque de oxigênio está acabando. Em vez de mudar para um novo tanque, Sam tira a máscara e respira o ar tóxico, esperando sobreviver. Ela respira várias vezes, enquanto a cena fica preta. Micah viaja sozinho para a espaçonave porque Sam decidiu ficar para trás. O ambiente alterado não é tóxico para ela da mesma forma que não era tóxico para a abelha rainha em sua colônia de abelhas. Insinuando que aqueles que nascem no ambiente podem viver nele.
O filme termina com Sam em pé na praia sozinha antes de ser acompanhada por uma criança pequena. Uma voz de uma carta de Sam para Micah conta como a Terra é linda, como aqueles que deixaram o planeta aprenderam a temê-la e que estão esperando que voltem.

## Elenco
- Margaret Qualley como Sam Walden
- Anthony Mackie como Micah
- Danny Huston como Dr. Harry Walden
- Tom Payne como a voz de Elon

## Produção
Em janeiro de 2015, foi relatado que Elle Fanning e Diego Luna estrelariam o filme com Clay Jeter dirigindo a partir de um roteiro que ele co-escreveu com Will Basanta e Charles Spano. No entanto, em outubro de 2016, Margaret Qualley substituiu Fanning, enquanto Anthony Mackie substituiu Luna, com Danny Huston também escolhida para o filme. Jonathan Helpert também foi escolhida para substituir Jeter como diretor, mantendo o roteiro de Jeter, Basamta e Spano.
A filmagem principal começou em outubro de 2016.

## Recepção
O site agregador de críticas Rotten Tomatoes, relatou uma classificação de aprovação de 33% com base em 17 avaliações, com uma média ponderada de 5,1/10. O consenso crítico do site diz: "IO tem algumas grandes ideias, mas pouca ideia de como transmiti-las com eficácia, deixando os espectadores com um drama de ficção científica cuja embalagem atraente não pode cobrir seu núcleo enervante". Metacritic, que usa uma média ponderada, atribuiu uma pontuação de 40 em 100 com base em 6 críticos, indicando "críticas mistas ou médias".
Nick Allen do RogerEbert.com deu ao filme 2 estrelas de 5, escrevendo que, "Por mais puras que sejam as suas intenções, IO é o minimalismo do gênero como uma falha". Ele acrescentou: "IO não é uma história de ficção científica destilada tanto como é vaporizada".